# 楊嘉貞
楊嘉貞（？—？），蒙古名楊延禮不花，第18任播州土司，活躍於元末時期。
楊嘉貞是播州招討安撫使楊如祖之子。楊如祖為前任土司楊漢英（楊賽因不花）之弟，因楊漢英無子，遂將楊嘉貞過繼給楊漢英當嗣子。楊嘉貞在楊漢英去世後繼位。至治二年（1322年），楊嘉貞親自前往元大都朝貢，元英宗賜給他蒙古名字延禮不花（亦譯作伊勒布哈）。其在位期間，播州所屬南部凯里等地在苗族首領黎平愛、謝烏窮的率領下多次反叛。湖廣行省的官員主張派兵討伐，但朝廷沒有接受這個建議，而是要求楊嘉貞對他們進行招撫，最終歷時兩年，二人都接受招撫並前往大都進貢。此後，楊嘉貞又平定了播州南部楊留之的叛亂。累官至资德大夫、湖广行省左丞、沿边宣慰宣抚使。死後，由兒子楊忠彥繼承土司之位。
楊嘉貞墓所在地長期不詳，後來皇墳嘴墓地的M2號墓被確認為楊嘉貞墓。自2014年起，貴州省考古所對皇墳嘴墓地的楊粲墓附近一帶進行系統勘察。2017年，確認楊粲墓附近的三座土司墓葬分別為楊嘉貞、楊炯、楊斌三代土司的夫妻合葬墓。